# Un terrible doute
 (mars 2012).
Si vous disposez d'ouvrages ou d'articles de référence ou si vous connaissez des sites web de qualité traitant du thème abordé ici, merci de compléter l'article en donnant les références utiles à sa vérifiabilité et en les liant à la section « Notes et références ».
Un terrible doute (Murder at 75 Birch) est un téléfilm américain réalisé par Michael Scott, diffusé en 1999.

## Synopsis
Alors qu'elle vient de perdre son mari, Gwen entame une relation avec son beau-frère Rick, également veuf. Lorsque ce dernier avoue l'avoir toujours aimée, la jeune femme commence à nourrir des doutes: Rick aurait-il volontairement assassiné sa femme et son frère? Gwen décide de mener sa propre enquête...

## Fiche technique
- Titre original : Murder at 75 Birch
- Réalisation : Michaël Scott
- Scénario : Richard T. Pienciak, Dan Levine et Robert L. Freedman
- Photographie : James Bartle
- Musique : Dana Kaproff
- Pays :  États-Unis
- Durée : 90 min
- genre : suspense

## Distribution
- Melissa Gilbert (VF : Béatrice Bruno) : Gwen Todson
- Gregory Harrison (VF : Nicolas Marié) : Rick Todson
- Vyto Ruginis (VF : Pierre Dourlens) : Dave Todson
- Wendel Meldrum (VF : Danièle Douet) : Pat Todson
- Jack Blessing (VF : Bernard Woringer) : l'inspecteur Todd Holman
- Judith Scott (VF : Isabelle Ganz) : l'nspecteur Carter
- Melissa Pace (VF : Emmanuèle Bondeville) : Carla Forest
- Lilliana Cabal (VF : Anne Rondeleux) : Maggie Barrows
- Bill Mondy : Stan
- Courtnie Bull : Erica Todson
- Kelsi Copier : Tracy Todson
- Anne Cullimore Decker : la mère de Pat
- Jesse Bennett : le père de Pat
- Thom Dillon : le médecin
- Marjorie Hilton : la mère de Gwen
- David Kirk Chambers : Catcher
- Adrienne Stiefel : l'assistante du professeur
- Sharron Prince : Kari Davies
- Jeanette Puhich et Abe Mills : les ambulanciers
- Judith Carter : Evangeline

Version française sur Doublagissimo.